# Fritz Mucke
Fritz Arthur Mucke (Leipzig, 5 juni 1898 – Bonn, 23 juni 1951) was een inkoper voor de Duitse bezetter en zwarthandelaar die een groot vermogen verwierf, dat aanleiding gaf tot allerlei verwikkelingen.

## Carrière voor de oorlog
Mucke diende tijdens de Eerste Wereldoorlog in het Duitse leger en klom op tot luitenant. In 1934 kwam hij naar Nederland, waar hij beweerde politiek vluchteling te zijn en dat hij gevangen had gezeten. De papieren over zijn detentie waren waarschijnlijk vals. Hij gebruikte de titels 'dr ing', maar die waren waarschijnlijk ook gebaseerd op valse papieren. Later beweerde hij diverse onderscheidingen en eredoctoraten te hebben gekregen, maar van de bijbehorende papieren is aangetoond dat ze vals waren.
Hij werkte voor de Fabriek van Goud- en Zilverwerk Kempen-Begeer en Vos te Voorschoten. In 1937 werd hij directeur van de in Brussel residerende vereniging Union Nordique. De vereniging had als doel de handel tussen de landen van de Conventie van Oslo te bevorderen. De Antwerpse burgemeester Camille Huysmans was voorzitter en prins Karel van Zweden was beschermheer. In het erecomité zaten ministers uit diverse landen: de Nederlandse ministers Deckers en Gelissen, de Belgische minister Paul-Henri Spaak, twee Zweedse ministers en een minister uit Denemarken en Zweden. In 1938 werd hij lid de Raad van Advies van de Stichting Het Erf die gedenkpenningen voor grote, militaire, mannen uit de Nederlandse geschiedenis in omloop bracht om zo de ‘weerbaarheid’ van de bevolking te vergroten. In die raad zat ook Huib Luns.

## Ambachtsheerlijkheid
Mucke kocht op 17 juli 1940 via een notaris de ambachtsheerlijkheid Nieuwaal, en daarmee de titel Heer der Ambachtsheerlijkheid van Nieuwaal, van Abraham van Rouveroy van Nieuwaal. De prijs bedroeg vijftig gulden. Daarna veranderde hij zijn achternaam officieus in Mucke van Nieuwaal'. Een dubbele achternaam, die gebaseerd is op het bezit van een heerlijkheid, kan sinds 15 februari 1859 niet meer bij Koninklijk Besluit gevestigd worden.
Abraham van Rouveroy van Nieuwaal beschouwde zich ten onrechte als ambachtsheer, evenals zijn voorvader(en). Een andere verre tak van de Rouveroy familie was/is wel gerechtigd om de titel ambachtsheer te dragen. Dit betekent dat Abraham van Rouveroy niet bevoegd was om de ambachtsheerlijkheid Nieuwaal te verkopen.

## Inkoper
Tijdens de oorlog werd hij inkoper voor het Reichsministerium für die besetzten Ostgebiete. Hij kocht ook goederen in voor Duitse politieke organisaties en de Wehrmacht. Hij kreeg vanuit Duitsland opdracht om op de zwarte markt in te kopen. De reden daarvoor was dat de inkoop niet ten koste van de rantsoenen voor de bevolking mocht gaan. Voor zijn inkoopactiviteiten richtte hij een nieuw bedrijf op dat hij Noordsche Unie doopte. Door de zwarte handel was het onmogelijk om de door Mucke betaalde inkoopprijzen vast te stellen. Daardoor kon hij snel een groot vermogen opbouwen, dat op enkele miljoenen guldens werd geschat.
In 1943 begon hij zich in te dekken, omdat de Duitse nederlaag zich begon af te tekenen. In het kader daarvan bood hij onderdak aan zijn kennissen Willem Visser die burgemeester van Zeist was (later van Den Haag) en de voormalige inspecteur van de marechausse De Koningh, die een tijdelijk onderduikadres nodig hadden. Mucke had bemiddeld bij de vrijlating van De Koningh uit Kamp Amersfoort. De twee kregen zelfs de sleutels van zijn inkoopkantoor aan het Domplein in Utrecht. De Koningh verrichtte werkzaamheden ten behoeve van de handel van Mucke. In 1944 vertrok Mucke uit Nederland, maar keerde vlak voor de Duitse capitulatie terug.

## Margrietgroep
Meteen na de bevrijding liet hij een aantal koffers met bezittingen naar Duitsland overbrengen. Twee koffers met vermoedelijk aandelen stalde hij bij burgemeester Visser. Leden van de Margrietgroep bezetten zijn bedrijfspand en roofden daar allerlei goederen en braken de brandkast open. De Margrietgroep werd in de pers aangeduid als verzetsgroep, maar was pas na de bevrijding opgericht. De leider van de groep was een eigenaar van een automobielbedrijf dat tijdens de oorlog meer dan duizend aanhangwagens had gefabriceerd en geleverd aan de Wehrmacht voor de oorlogvoering aan het Oostfront.

## Aandelen
Waar de koffers met bezittingen, die bij Visser stonden, gebleven zijn, is onbekend. Het kan zijn dat ze in handen van leden van de Margrietgroep gevallen zijn, maar ook dat Mucke ze toch in veiligheid heeft kunnen stellen.
Er gingen geruchten dat de koffers met aandelen in handen van leden van de Margrietgroep gevallen waren, maar dat de aandelen besmet waren omdat de nummers genoteerd waren als zijnde onrechtmatig in andere handen te zijn gekomen. Daarom zouden ze tegen een laag bedrag aangeboden worden aan een partij die er wel mee uit de voeten kon. Die partij zou zijn gevonden in leden van de particuliere geheime dienst SOAN. De leider van de Margrietgroep zou de aandelen aan de SOAN leveren en via Friedrich Schallenberg zou een transactie met de pauselijke internuntiatuur worden opgezet. Schallenberg was echter in contact met de politie getreden. De SOAN had daar lucht van gekregen en dat zou de aanleiding voor de moord op Schallenberg zijn.
In 1950 doken de verdwenen effecten op in de smokkelzaak tegen de Rotterdamse SD-informant en zwarthandelaar Peter Louis Henssen. Henssen was in dienst geweest van de SOAN, belast met het opsporen van vergeten Joodse tegoeden.

## Einde van Mucke
In 1947 werd Mucke uitgewezen; hij zou gearresteerd worden, maar de auto waarin de politiemannen zaten reed tegen een boom. Hij maakte daarbij gebruik van een persoonsbewijs dat hij in 1944 van Visser, burgemeester van Zeist, had gekregen en waarin valselijk stond dat hij de Nederlandse nationaliteit had. Mucke wist te ontkomen en naar Zwitserland te gaan. De Zwitserse autoriteiten kwalificeerden hem als oplichter en wezen hem uit, waarna hij naar Italië vertrok. Begin 1951 keerde hij naar Duitsland terug. Hij kreeg een agressieve vorm van kanker en overleed op 23 juni 1951 in een ziekenhuis in Bonn.